# Picripleuroxus laevis
Picripleuroxus laevis är en kräftdjursart som först beskrevs av Georg Ossian Sars 1861.  Picripleuroxus laevis ingår i släktet Picripleuroxus och familjen Chydoridae. Inga underarter finns listade i Catalogue of Life.